# Indicele performanței de mediu

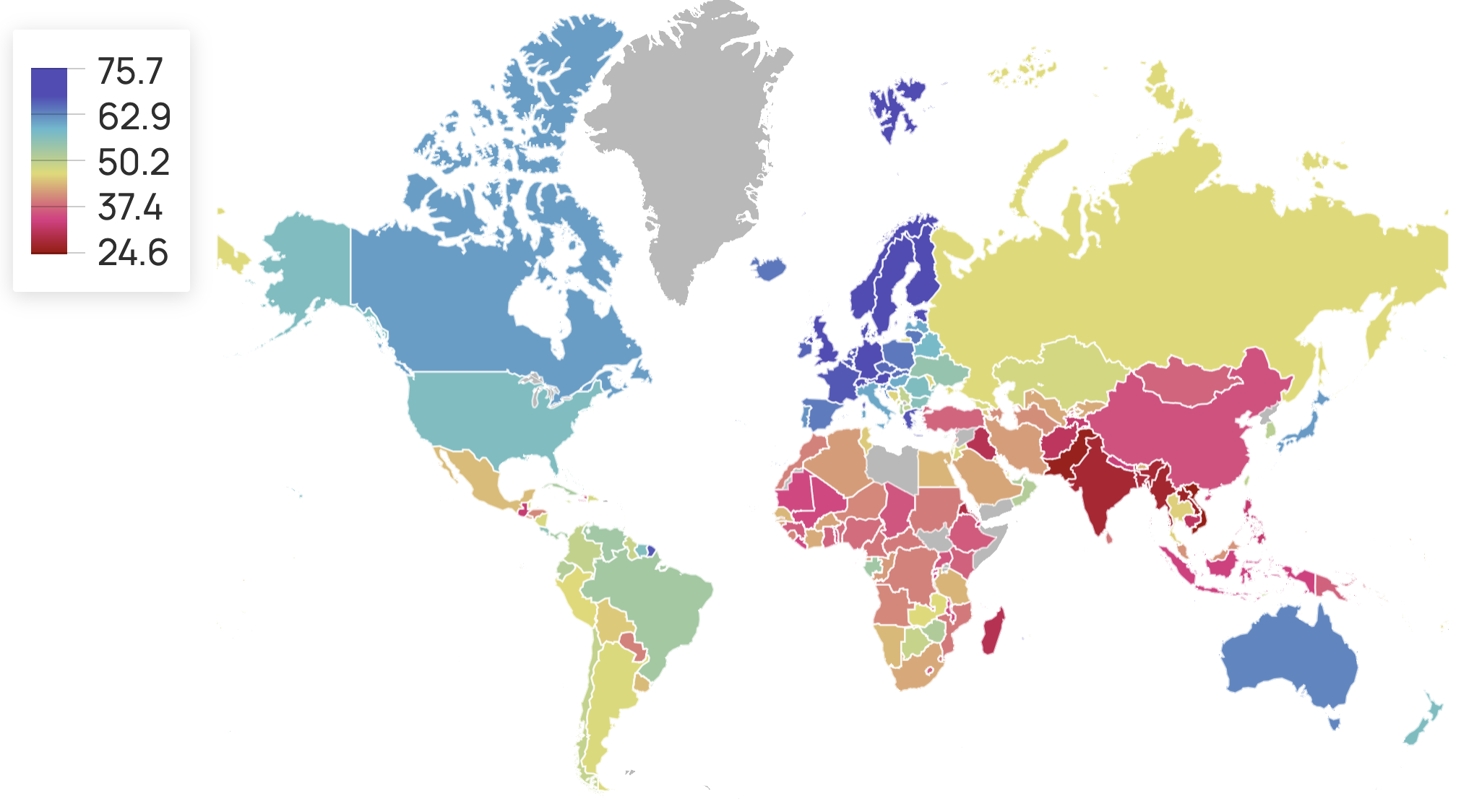
Harta globală a țărilor lumii în funcție de Indicele performanței de mediu, 2024

Indicele de performanță de mediu (Environmental Performance Index - EPI) este o metodă de cuantificare și reprezentare numerică a performanței de mediu a politicilor unui stat, evidențiind degradarea la nivel planetar a sistemelor de susținere a vieții de care depinde omenirea O economie mondială care continuă să se bazeze în mare măsură pe combustibilii fosili se traduce prin poluarea continuă a aerului și a apei, acidificarea oceanelor și creșterea concentrațiilor de gaze cu efect de seră în atmosferă. Aceste schimbări amenință supraviețuirea speciilor care suferă deja de pierderea pe scară largă a habitatului, împingându-le mai aproape de dispariție. Analize recente arată că omenirea a depășit deja șase din nouă limite planetare critice care definesc spațiul de utilizare sigură a resurselor naturale ale Pământului, și este aproape de a depăși o a șaptea.
Indicele de performanță de mediu a fost lansat în 2002 de Forumul Economic Mondial în asociere cu Yale Center for Environmental Law & Policy (Universitatea Yale), Center for International Earth Science Information Network Earth Institute (Universitatea Columbia) și Centrul Comun de Cercetare (Joint Research Centre) al Comisiei Europene. Raportul bienal EPI valorifică cele mai recente seturi de date, știință și tehnologie pentru a oferi cea mai cuprinzătoare evaluare a stării sustenabilității la nivel global. În total, raportul 2024 EPI analizează 58 indicatori pentru a clasa 180 țări în funcție de progresul acestora în atenuarea schimbărilor climatice, salvgardarea vitalității ecosistemului și promovarea sănătății mediului. Acest set larg de indicatori este un instrument puternic care permite urmărirea progresului către Obiectivele de dezvoltare durabilă ale Națiunilor Unite, obiectivele de atenuare a schimbărilor climatice din Acordul de la Paris din 2015 privind schimbările climatice și obiectivele de protecție a biodiversității din Cadrul global de biodiversitate Kunming-Montreal din 2022.
În 2023, prima evaluare globală a progresului în atingerea obiectivelor Acordului de la Paris a dezvăluit o imagine sumbră: lumea este departe de calea planificată. În ciuda utilizării record a energiei regenerabile, emisiile de gaze cu efect de seră continuă să crească. Pe măsură ce lumea intră pe un teritoriu climatic neexplorat, apare un risc crescut de a depăși ireversibil niveluri critice ale sistemului climatic al planetei.

## Metodologie

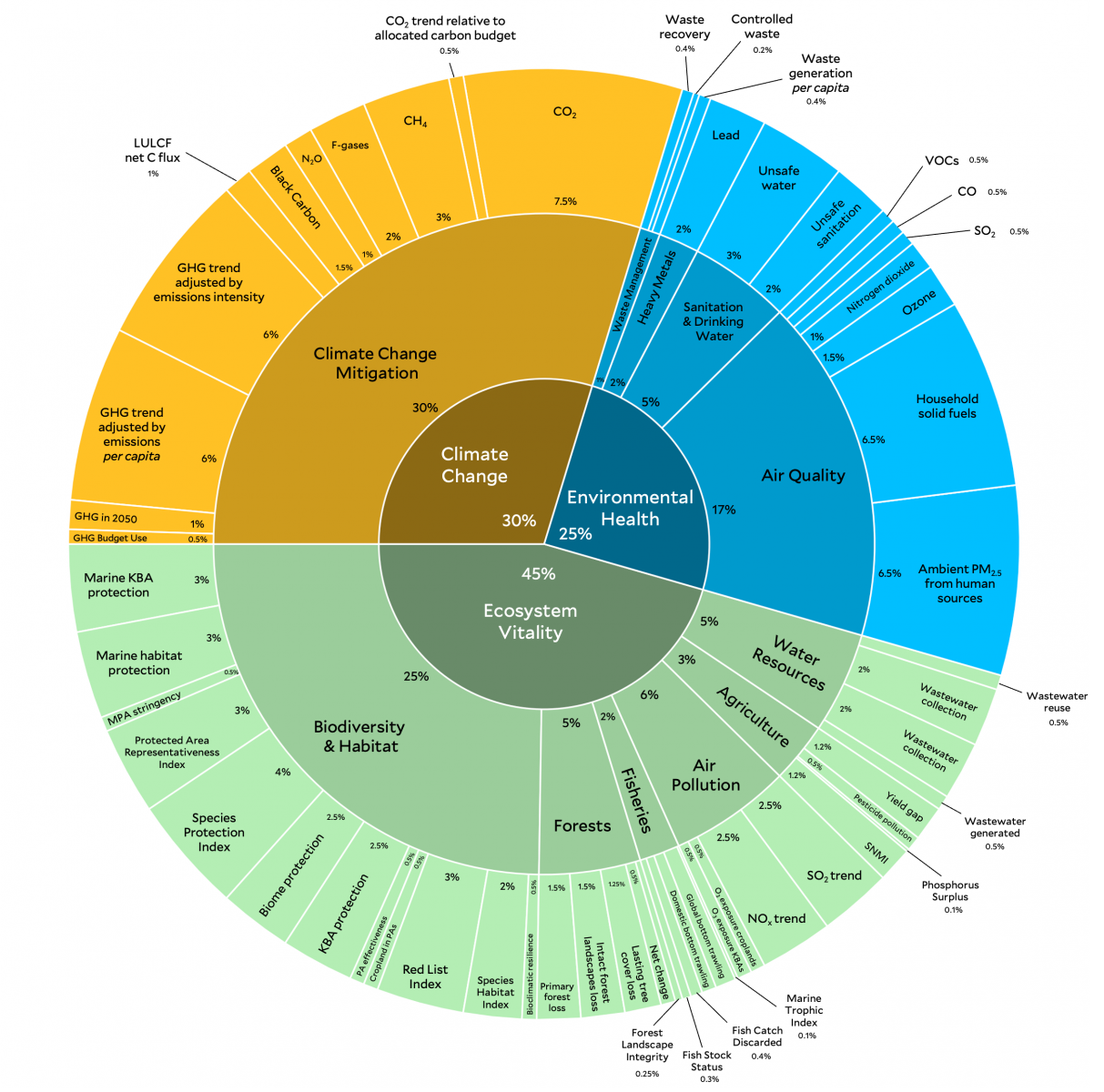
Environmental Performance Index Framework, 2024

De-a lungul timpului, metodologia EPI a fost criticată pentru alegerea arbitrară a parametrilor care s-ar putea dovedi părtinitori și performanța sa slabă ca indicator al sustenabilității mediului. Critici suplimentare s-au concentrat asupra lipsei unor sugestii de politică specifice și prejudecăților de ponderare ale indicelui față de țările cu deficit de date, ceea ce a condus la trecerea cu vederea a progresului ecologic în țările în curs de dezvoltare.
În 2024, India a fost clasată pe locul 176 în listă, dar aceasta a contestat valabilitatea clasamentului. Potrivit unei declarații emise de Ministerul Mediului, Pădurilor și Schimbărilor Climatice, mai mulți indicatori utilizați în calcul s-au bazat pe ipoteze nefondate și pe metode neștiințifice.
Comisia Economică a Organizației Națiunilor Unite pentru Europa a prezentat 3 „argumente pro”: EPI oferă un indice ușor comparabil; Scorurile EPI privind vitalitatea ecosistemului se bazează pe șase categorii de politici constitutive: resurse de apă, agricultură, păduri, pescuit, biodiversitate și habitat, precum și climă și energie; baza de date la care se face referire furnizează hărți pentru fiecare dintre indicii parțiali ai EPI (normalizați 0…100) și 3 „argumente contra”: EPI este mai degrabă o încercare de a reprezenta cantitativ performanța ecologică a țărilor și companiilor; motivele reale ale disfuncționalităților ar putea necesita cercetări suplimentare; EPI ar fi un indice mai relevant pentru politică
Ca urmare a acestor critici, numărul indicatorilor EPI a crescut, iar ponderea acestora s-a modificat, pentru a oferi o imagine mai bună bazată pe date privind starea de sustenabilitate în întreaga lume. Clasamentul EPI 2024 se bazează pe 58 de indicatori de performanță grupați în 30 de categorii de probleme din domeniile sănătății mediului, vitalității ecosistemului și schimbărilor climatice, analizând 180 de țări. 
| Obiectiv de politică | Pondere (%) | Categorie                        | Pondere (%) | Indicator                                                                | Pondere (%) |
| --- | ----------- | -------------------------------- | ----------- | ------------------------------------------------------------------------ | ----------- |
| Vitalitatea ecosistemului | 45%         | Biodiversitate și habitat        | 25          | Protecția zonelor-cheie marine pentru biodiversitate                     | 12.0        |
| Vitalitatea ecosistemului | 45%         | Biodiversitate și habitat        | 25          | Protecția habitatului marin                                              | 12.0        |
| Vitalitatea ecosistemului | 45%         | Biodiversitate și habitat        | 25          | Rigurozitatea protecției maritime                                        | 2.0         |
| Vitalitatea ecosistemului | 45%         | Biodiversitate și habitat        | 25          | Indicele de reprezentativitate a ariilor protejate                       | 12.0        |
| Vitalitatea ecosistemului | 45%         | Biodiversitate și habitat        | 25          | Indicele de protecție a speciilor                                        | 16.0        |
| Vitalitatea ecosistemului | 45%         | Biodiversitate și habitat        | 25          | Protecția biomului terestru                                              | 10.0        |
| Vitalitatea ecosistemului | 45%         | Biodiversitate și habitat        | 25          | Protecția zonelor-cheie terestre pentru biodiversitate                   | 10.0        |
| Vitalitatea ecosistemului | 45%         | Biodiversitate și habitat        | 25          | Eficacitatea arilor protejate                                            | 2.0         |
| Vitalitatea ecosistemului | 45%         | Biodiversitate și habitat        | 25          | Utilizarea terenurilor protejate                                         | 2.0         |
| Vitalitatea ecosistemului | 45%         | Biodiversitate și habitat        | 25          | Indexul listei roșii                                                     | 12.0        |
| Vitalitatea ecosistemului | 45%         | Biodiversitate și habitat        | 25          | Indicele habitatului speciilor                                           | 8.0         |
| Vitalitatea ecosistemului | 45%         | Biodiversitate și habitat        | 25          | Reziliența ecosistemului bioclimatic                                     | 2.0         |
| Vitalitatea ecosistemului | 45%         | Păduri                           | 5           | Pierderea de pădure virgină                                              | 30.0        |
| Vitalitatea ecosistemului | 45%         | Păduri                           | 5           | Pierderea peisajului forestier intact                                    | 30.0        |
| Vitalitatea ecosistemului | 45%         | Păduri                           | 5           | Pierderea acoperirii cu arbori ponderată în funcție de permanență        | 25.0        |
| Vitalitatea ecosistemului | 45%         | Păduri                           | 5           | Schimbarea netă a acoperirii arborilor                                   | 10.0        |
| Vitalitatea ecosistemului | 45%         | Păduri                           | 5           | Integritatea peisajului forestier                                        | 5.0         |
| Vitalitatea ecosistemului | 45%         | Pescuit                          | 2           | Starea stocului de pește                                                 | 15.0        |
| Vitalitatea ecosistemului | 45%         | Pescuit                          | 2           | Captură de pește aruncată                                                | 20.0        |
| Vitalitatea ecosistemului | 45%         | Pescuit                          | 2           | Pescuit cu trauler de fund în ZEE                                        | 25.0        |
| Vitalitatea ecosistemului | 45%         | Pescuit                          | 2           | Pescuit cu trauler de fund în afara ZEE                                  | 35.0        |
| Vitalitatea ecosistemului | 45%         | Pescuit                          | 2           | Indicele trofic marin regional                                           | 5.0         |
| Vitalitatea ecosistemului | 45%         | Poluarea aerului                 | 6           | Expunerea la ozon în ZCB                                                 | 8.3         |
| Vitalitatea ecosistemului | 45%         | Poluarea aerului                 | 6           | Expunerea la ozon în terenuri cultivate                                  | 8.3         |
| Vitalitatea ecosistemului | 45%         | Poluarea aerului                 | 6           | Rata de creștere ajustată a emisiilor de oxizi de azot                   | 41.7        |
| Vitalitatea ecosistemului | 45%         | Poluarea aerului                 | 6           | Rata de creștere ajustată a emisiilor de dioxid de sulf                  | 41.7        |
| Vitalitatea ecosistemului | 45%         | Agricultură                      | 3           | Indicele de management sustenabil al azotului                            | 40.0        |
| Vitalitatea ecosistemului | 45%         | Agricultură                      | 3           | Excedent de fosfor                                                       | 3.3         |
| Vitalitatea ecosistemului | 45%         | Agricultură                      | 3           | Risc de poluare cu pesticide                                             | 16.7        |
| Vitalitatea ecosistemului | 45%         | Agricultură                      | 3           | Randamentul relativ al culturii                                          | 40.0        |
| Vitalitatea ecosistemului | 45%         | Resurse de apă                   | 5           | Ape uzate generate                                                       | 10.0        |
| Vitalitatea ecosistemului | 45%         | Resurse de apă                   | 5           | Ape uzate colectate                                                      | 40.0        |
| Vitalitatea ecosistemului | 45%         | Resurse de apă                   | 5           | Ape uzate tratate                                                        | 40.0        |
| Vitalitatea ecosistemului | 45%         | Resurse de apă                   | 5           | Ape uzate reutilizate                                                    | 10.0        |
| Sănătatea mediului | 25%         | Calitatea aerului                | 17          | Expunerea antropică la PM2.5                                             | 38.2        |
| Sănătatea mediului | 25%         | Calitatea aerului                | 17          | Combustibili solizi de uz casnic                                         | 38.2        |
| Sănătatea mediului | 25%         | Calitatea aerului                | 17          | Expunerea la ozon                                                        | 8.8         |
| Sănătatea mediului | 25%         | Calitatea aerului                | 17          | Expunerea la NOx                                                         | 5.9         |
| Sănătatea mediului | 25%         | Calitatea aerului                | 17          | Expunerea la SO2                                                         | 2.9         |
| Sănătatea mediului | 25%         | Calitatea aerului                | 17          | Expunerea la CO                                                          | 2.9         |
| Sănătatea mediului | 25%         | Calitatea aerului                | 17          | Expunerea la compuși organici volatili                                   | 2.9         |
| Sănătatea mediului | 25%         | Salubritate și apă potabilă      | 5           | Salubritate nesigură                                                     | 40.0        |
| Sănătatea mediului | 25%         | Salubritate și apă potabilă      | 5           | Apă potabilă nesigură                                                    | 60.0        |
| Sănătatea mediului | 25%         | Metale grele                     | 2           | Expunere la plumb                                                        | 100.0       |
| Sănătatea mediului | 25%         | Managementul deșeurilor          | 1           | Deșeuri generate per locuitor                                            | 40.0        |
| Sănătatea mediului | 25%         | Managementul deșeurilor          | 1           | Deșeuri solide controlate                                                | 20.0        |
| Sănătatea mediului | 25%         | Managementul deșeurilor          | 1           | Rata de recuperare a deșeurilor                                          | 40.0        |
| Schimbări climatice | 30%         | Atenuarea schimbărilor climatice | 30          | Rata ajustată de creștere a emisiilor de dioxid de carbon                | 25.0        |
| Schimbări climatice | 30%         | Atenuarea schimbărilor climatice | 30          | Rata de creștere a emisiilor de CO2 (obiective naționale specifice)      | 1.7         |
| Schimbări climatice | 30%         | Atenuarea schimbărilor climatice | 30          | Rata ajustată de creștere a emisiilor de metan                           | 10.0        |
| Schimbări climatice | 30%         | Atenuarea schimbărilor climatice | 30          | Rata ajustată de creștere a emisiilor de gaze fluorurate                 | 6.7         |
| Schimbări climatice | 30%         | Atenuarea schimbărilor climatice | 30          | Rata ajustată de creștere a emisiilor de protoxid de azot                | 3.3         |
| Schimbări climatice | 30%         | Atenuarea schimbărilor climatice | 30          | Rata ajustată de creștere a emisiilor de negru de cărbune                | 5.0         |
| Schimbări climatice | 30%         | Atenuarea schimbărilor climatice | 30          | Fluxuri nete de carbon cauzate de schimbarea destinației terenurilor     | 3.3         |
| Schimbări climatice | 30%         | Atenuarea schimbărilor climatice | 30          | Rata de creștere a GES ajustată în funcție de intensitatea emisiilor     | 20.0        |
| Schimbări climatice | 30%         | Atenuarea schimbărilor climatice | 30          | Rata ajustată de creștere a GES în funcție de emisiile per locuitor      | 20.0        |
| Schimbări climatice | 30%         | Atenuarea schimbărilor climatice | 30          | Proiecția emisiilor pentru 2050                                          | 3.3         |
| Schimbări climatice | 30%         | Atenuarea schimbărilor climatice | 30          | Proiecția emisiilor cumulate până în 2050 în raport cu bugetul de carbon | 1.7         |
| 1. 2. 3. 4. Notă: Ponderea (%) reprezintă procentul din total al indicatorului sau categoriei. Valorile sunt rotunjite și este posibil să nu însumeze 100%. |             |                                  |             |                                                                          |             |

## Lista țărilor în funcție de Indicele de performanță de mediu 2024
Raportul EPI 2024 clasează 180 de țări și teritorii, pe baza a 58 de indicatori de performanță grupați în 30 de categorii de probleme. Primele cinci țări sunt Estonia, Luxemburg, Germania, Finlanda și Regatul Unit, iar la baza clasamentului se situează India,  Myanmar, Laos, Pakistan și Vietnam. Sortarea este alfabetică după codul țării, conform ISO 3166-1 alpha-3..
| Țară                             | Regiune                             | Valoare | Tendință | Loc 2024 |
|                                  |                                     |         |          |          |
| -------------------------------- | ----------------------------------- | ------- | -------- | -------- |
| Afganistan                       | Asia de Sud                         | 31,0    | ▲ 12,8   | 144      |
| Angola                           | Africa subsahariană                 | 40,1    | ▲ 8,2    | 106      |
| Albania                          | Europa și Asia Centrală             | 52,2    | ▲ 6,1    | 47       |
| Emiratele Arabe Unite            | Orientul mijlociu și Africa de Nord | 51,6    | ▲ 9,1    | 48       |
| Argentina                        | America Latină și Caraibe           | 47,0    | ▲ 1,1    | 70       |
| Armenia                          | Europa și Asia Centrală             | 44,9    | ▲ 2,0    | 80       |
| Antigua și Barbuda               | America Latină și Caraibe           | 55,6    | ▲ 1,2    | 37       |
| Australia                        | Asia de Est și Pacific              | 63,1    | ▲ 4,2    | 22       |
| Austria                          | Europa și Asia Centrală             | 68,9    | ▲ 0,1    | 8        |
| Azerbaidjan                      | Europa și Asia Centrală             | 40,5    | ▼ −0,3   | 103      |
| Burundi                          | Africa subsahariană                 | 33,5    | ▼ −1,3   | 138      |
| Belgia                           | Europa și Asia Centrală             | 66,8    | ▲ 4,9    | 14       |
| Benin                            | Africa subsahariană                 | 37,8    | ▼ −0,3   | 119      |
| Burkina Faso                     | Africa subsahariană                 | 42,2    | ▲ 0,1    | 95       |
| Bangladesh                       | Asia de Sud                         | 28,1    | ▲ 2,3    | 148      |
| Bulgaria                         | Europa și Asia Centrală             | 56,2    | ▼ −1,2   | 35       |
| Bahrain                          | Orientul mijlociu și Africa de Nord | 35,3    | ▼ −1,4   | 131      |
| Bahamas                          | America Latină și Caraibe           | 55,9    | ▲ 1,6    | 36       |
| Bosnia și Herțegovina            | Europa și Asia Centrală             | 46,0    | ▲ 3,3    | 75       |
| Belarus                          | Europa și Asia Centrală             | 58,2    | ▲ 8,7    | 31       |
| Belize                           | America Latină și Caraibe           | 47,4    | ▲ 0,9    | 67       |
| Bolivia                          | America Latină și Caraibe           | 45,3    | ▲ 3,4    | 78       |
| Brazilia                         | America Latină și Caraibe           | 53,0    | ▲ 6,7    | 44       |
| Barbados                         | America Latină și Caraibe           | 53,1    | ▲ 2,6    | 43       |
| Brunei                           | Asia de Est și Pacific              | 48,3    | ▼ −3,1   | 62       |
| Bhutan                           | Asia de Sud                         | 43,3    | ▲ 6,8    | 89       |
| Botswana                         | Africa subsahariană                 | 49,2    | ▼ −1,8   | 59       |
| Republica Centrafricană          | Africa subsahariană                 | 39,0    | ▼ −5,1   | 111      |
| Canada                           | America de Nord                     | 61,1    | ▲ 3,5    | 27       |
| Elveția                          | Europa și Asia Centrală             | 67,8    | ▲ 2,3    | 9        |
| Chile                            | America Latină și Caraibe           | 49,6    | ▲ 3,0    | 57       |
| China                            | Asia de Est și Pacific              | 35,4    | ▲ 5,6    | 130      |
| Coasta de Fildeș                 | Africa subsahariană                 | 42,9    | ▲ 7,8    | 90       |
| Camerun                          | Africa subsahariană                 | 38,6    | ▲ 2,2    | 114      |
| Republica Democrată Congo        | Africa subsahariană                 | 39,5    | ▲ 6,0    | 109      |
| Republica Congo                  | Africa subsahariană                 | 41,6    | ▲ 0,9    | 99       |
| Columbia                         | America Latină și Caraibe           | 49,7    | ▲ 4,4    | 56       |
| Comore                           | Africa subsahariană                 | 38,2    | ▼ −5,9   | 115      |
| Capul Verde                      | Africa subsahariană                 | 38,0    | ▼ −1,8   | 117      |
| Costa Rica                       | America Latină și Caraibe           | 55,5    | ▲ 0,2    | 38       |
| Cuba                             | America Latină și Caraibe           | 52,5    | ▲ 2,5    | 46       |
| Cipru                            | Europa și Asia Centrală             | 53,9    | ▼ −0,2   | 41       |
| Cehia                            | Europa și Asia Centrală             | 65,5    | ▲ 0,4    | 16       |
| Germania                         | Europa și Asia Centrală             | 74,5    | ▲ 4,3    | 3        |
| Djibouti                         | Orientul mijlociu și Africa de Nord | 32,3    | ▲ 0,2    | 141      |
| Dominica                         | America Latină și Caraibe           | 49,3    | ▼ −0,2   | 58       |
| Danemarca                        | Europa și Asia Centrală             | 67,7    | ▼ −0,3   | 10       |
| Republica Dominicană             | America Latină și Caraibe           | 47,7    | ▼ −1,1   | 66       |
| Algeria                          | Orientul mijlociu și Africa de Nord | 41,7    | ▲ 3,2    | 98       |
| Ecuador                          | America Latină și Caraibe           | 51,3    | ▲ 7,0    | 49       |
| Egipt                            | Orientul mijlociu și Africa de Nord | 43,7    | ▲ 3,5    | 87       |
| Eritreea                         | Africa subsahariană                 | 29,0    | ▼ −0,3   | 147      |
| Spania                           | Europa și Asia Centrală             | 64,0    | ▲ 2,2    | 21       |
| Estonia                          | Europa și Asia Centrală             | 75,7    | ▲ 14,9   | 1        |
| Etiopia                          | Africa subsahariană                 | 36,3    | ▲ 3,8    | 125      |
| Finlanda                         | Europa și Asia Centrală             | 73,8    | ▲ 3,1    | 4        |
| Fiji                             | Asia de Est și Pacific              | 46,0    | ▼ −2,4   | 75       |
| Franța                           | Europa și Asia Centrală             | 67,0    | ▲ 1,6    | 12       |
| Statele Federate ale Microneziei | Asia de Est și Pacific              | 40,8    | ▲ 0,3    | 101      |
| Gabon                            | Africa subsahariană                 | 53,3    | ▲ 7,3    | 42       |
| Regatul Unit                     | Europa și Asia Centrală             | 72,6    | ▲ 1,3    | 5        |
| Georgia                          | Europa și Asia Centrală             | 47,3    | ▲ 6,2    | 68       |
| Ghana                            | Africa subsahariană                 | 36,9    | ▲ 1,8    | 122      |
| Guineea                          | Africa subsahariană                 | 36,5    | ▼ −2,9   | 123      |
| Gambia                           | Africa subsahariană                 | 37,6    | ▲ 0,6    | 120      |
| Guineea-Bissau                   | Africa subsahariană                 | 42,0    | ▼ −0,5   | 96       |
| Guineea Ecuatorială              | Africa subsahariană                 | 41,7    | ▼ −3,3   | 98       |
| Grecia                           | Europa și Asia Centrală             | 67,3    | ▲ 8,9    | 11       |
| Grenada                          | America Latină și Caraibe           | 45,8    | ▲ 0,4    | 76       |
| Guatemala                        | America Latină și Caraibe           | 32,5    | ▼ −2,8   | 140      |
| Guyana                           | America Latină și Caraibe           | 49,0    | ▲ 2,3    | 60       |
| Honduras                         | America Latină și Caraibe           | 40,2    | ▲ 2,9    | 105      |
| Croația                          | Europa și Asia Centrală             | 62,3    | ▲ 4,9    | 24       |
| Haiti                            | America Latină și Caraibe           | 36,4    | ▲ 7,7    | 124      |
| Ungaria                          | Europa și Asia Centrală             | 59,8    | ▼ −1,3   | 30       |
| Indonezia                        | Asia de Est și Pacific              | 33,6    | ▲ 5,8    | 137      |
| India                            | Asia de Sud                         | 27,6    | ▲ 4,2    | 149      |
| Irlanda                          | Europa și Asia Centrală             | 65,8    | ▲ 2,8    | 15       |
| Iran                             | Orientul mijlociu și Africa de Nord | 41,8    | ▲ 0,0    | 97       |
| Irak                             | Orientul mijlociu și Africa de Nord | 30,3    | ▲ 6,4    | 145      |
| Islanda                          | Europa și Asia Centrală             | 64,3    | ▲ 2,5    | 18       |
| Israel                           | Orientul mijlociu și Africa de Nord | 48,0    | ▲ 0,6    | 63       |
| Italia                           | Europa și Asia Centrală             | 60,3    | ▲ 4,8    | 28       |
| Jamaica                          | America Latină și Caraibe           | 48,5    | ▲ 1,0    | 61       |
| Iordania                         | Orientul mijlociu și Africa de Nord | 47,3    | ▲ 10,1   | 68       |
| Japonia                          | Asia de Est și Pacific              | 61,4    | ▲ 4,2    | 26       |
| Kazahstan                        | Europa și Asia Centrală             | 47,8    | ▲ 4,0    | 65       |
| Kenya                            | Africa subsahariană                 | 36,9    | ▼ −0,2   | 122      |
| Kârgâzstan                       | Europa și Asia Centrală             | 42,8    | ▲ 13,0   | 91       |
| Cambodia                         | Asia de Est și Pacific              | 31,2    | ▲ 0,0    | 143      |
| Kiribati                         | Asia de Est și Pacific              | 44,3    | ▼ −1,1   | 82       |
| Coreea de Sud                    | Asia de Est și Pacific              | 50,6    | ▲ 4,9    | 51       |
| Kuwait                           | Orientul mijlociu și Africa de Nord | 44,4    | ▼ −1,8   | 81       |
| Laos                             | Asia de Est și Pacific              | 26,3    | ▲ 2,0    | 151      |
| Liban                            | Orientul mijlociu și Africa de Nord | 39,9    | ▲ 7,9    | 108      |
| Liberia                          | Africa subsahariană                 | 34,3    | ▲ 1,3    | 135      |
| Sfânta Lucia                     | America Latină și Caraibe           | 51,1    | ▲ 2,1    | 50       |
| Sri Lanka                        | Asia de Sud                         | 38,8    | ▲ 1,8    | 112      |
| Lesotho                          | Africa subsahariană                 | 36,9    | ▲ 0,1    | 122      |
| Lituania                         | Europa și Asia Centrală             | 64,1    | ▲ 4,6    | 20       |
| Luxemburg                        | Europa și Asia Centrală             | 75,1    | ▲ 3,4    | 2        |
| Letonia                          | Europa și Asia Centrală             | 60,2    | ▲ 1,2    | 29       |
| Maroc                            | Orientul mijlociu și Africa de Nord | 39,5    | ▲ 2,6    | 109      |
| Republica Moldova                | Europa și Asia Centrală             | 46,1    | ▲ 2,8    | 74       |
| Madagascar                       | Africa subsahariană                 | 30,1    | ▲ 0,8    | 146      |
| Maldive                          | Asia de Sud                         | 38,1    | ▲ 2,8    | 116      |
| Mexic                            | America Latină și Caraibe           | 44,2    | ▲ 2,2    | 83       |
| Insulele Marshall                | Asia de Est și Pacific              | 42,5    | ▲ 0,8    | 94       |
| Macedonia de Nord                | Europa și Asia Centrală             | 50,3    | ▲ 1,2    | 52       |
| Mali                             | Africa subsahariană                 | 34,5    | ▼ −3,3   | 134      |
| Malta                            | Orientul mijlociu și Africa de Nord | 66,9    | ▲ 4,7    | 13       |
| Myanmar                          | Asia de Est și Pacific              | 27,1    | ▼ −1,4   | 150      |
| Muntenegru                       | Europa și Asia Centrală             | 47,7    | ▼ −0,5   | 66       |
| Mongolia                         | Asia de Est și Pacific              | 37,2    | ▲ 5,4    | 121      |
| Mozambic                         | Africa subsahariană                 | 39,0    | ▲ 5,2    | 111      |
| Mauritania                       | Africa subsahariană                 | 34,6    | ▼ −3,5   | 133      |
| Mauritius                        | Africa subsahariană                 | 47,3    | ▲ 2,9    | 68       |
| Malawi                           | Africa subsahariană                 | 35,1    | ▼ −6,7   | 132      |
| Malaysia                         | Asia de Est și Pacific              | 41,0    | ▲ 7,3    | 100      |
| Namibia                          | Africa subsahariană                 | 44,0    | ▼ −0,1   | 85       |
| Niger                            | Africa subsahariană                 | 40,0    | ▲ 7,3    | 107      |
| Nigeria                          | Africa subsahariană                 | 37,9    | ▲ 4,7    | 118      |
| Nicaragua                        | America Latină și Caraibe           | 47,4    | ▲ 1,2    | 67       |
| Țările de Jos                    | Europa și Asia Centrală             | 66,9    | ▲ 4,4    | 13       |
| Norvegia                         | Europa și Asia Centrală             | 69,9    | ▲ 3,3    | 7        |
| Nepal                            | Asia de Sud                         | 33,1    | ▲ 0,7    | 139      |
| Noua Zeelandă                    | Asia de Est și Pacific              | 57,3    | ▲ 1,1    | 32       |
| Oman                             | Orientul mijlociu și Africa de Nord | 51,3    | ▲ 12,9   | 49       |
| Pakistan                         | Asia de Sud                         | 25,5    | ▼ −4,0   | 152      |
| Panama                           | America Latină și Caraibe           | 52,9    | ▲ 5,2    | 45       |
| Peru                             | America Latină și Caraibe           | 46,5    | ▲ 3,9    | 73       |
| Filipine                         | Asia de Est și Pacific              | 32,1    | ▲ 0,4    | 142      |
| Papua Noua Guinee                | Asia de Est și Pacific              | 36,9    | ▼ −3,6   | 122      |
| Polonia                          | Europa și Asia Centrală             | 64,2    | ▲ 1,8    | 19       |
| Portugalia                       | Europa și Asia Centrală             | 61,9    | ▲ 4,1    | 25       |
| Paraguay                         | America Latină și Caraibe           | 39,5    | ▲ 0,7    | 109      |
| Qatar                            | Orientul mijlociu și Africa de Nord | 46,8    | ▲ 5,6    | 71       |
| România                          | Europa și Asia Centrală             | 57,3    | ▼ −3,1   | 32       |
| Rusia                            | Europa și Asia Centrală             | 46,7    | ▼ −0,1   | 72       |
| Rwanda                           | Africa subsahariană                 | 33,9    | ▼ −0,3   | 136      |
| Arabia Saudită                   | Orientul mijlociu și Africa de Nord | 42,5    | ▲ 9,5    | 94       |
| Sudan                            | Africa subsahariană                 | 39,1    | ▲ 3,9    | 110      |
| Senegal                          | Africa subsahariană                 | 43,8    | ▲ 4,8    | 86       |
| Singapore                        | Asia de Est și Pacific              | 53,0    | ▲ 6,5    | 44       |
| Insulele Solomon                 | Asia de Est și Pacific              | 42,2    | ▲ 1,6    | 95       |
| Sierra Leone                     | Africa subsahariană                 | 39,9    | ▲ 5,3    | 108      |
| El Salvador                      | America Latină și Caraibe           | 41,6    | ▼ −4,4   | 99       |
| Serbia                           | Europa și Asia Centrală             | 49,8    | ▼ −5,6   | 55       |
| São Tomé și Príncipe             | Africa subsahariană                 | 36,2    | ▲ 1,8    | 126      |
| Surinam                          | America Latină și Caraibe           | 56,9    | ▲ 8,6    | 34       |
| Slovacia                         | Europa și Asia Centrală             | 65,1    | ▼ −1,6   | 17       |
| Slovenia                         | Europa și Asia Centrală             | 62,4    | ▲ 0,0    | 23       |
| Suedia                           | Europa și Asia Centrală             | 70,3    | ▲ 0,2    | 6        |
| Eswatini                         | Africa subsahariană                 | 38,7    | ▼ −2,4   | 113      |
| Seychelles                       | Africa subsahariană                 | 47,9    | ▼ −3,9   | 64       |
| Ciad                             | Africa subsahariană                 | 35,9    | ▲ 2,0    | 127      |
| Togo                             | Africa subsahariană                 | 35,7    | ▼ −1,1   | 129      |
| Thailanda                        | Asia de Est și Pacific              | 45,7    | ▲ 4,5    | 77       |
| Tadjikistan                      | Europa și Asia Centrală             | 32,3    | ▼ −4,2   | 141      |
| Turkmenistan                     | Europa și Asia Centrală             | 40,6    | ▲ 4,9    | 102      |
| Timorul de Est                   | Asia de Est și Pacific              | 49,9    | ▲ 9,6    | 54       |
| Tonga                            | Asia de Est și Pacific              | 40,4    | ▼ −7,3   | 104      |
| Trinidad-Tobago                  | America Latină și Caraibe           | 52,5    | ▲ 1,0    | 46       |
| Tunisia                          | Orientul mijlociu și Africa de Nord | 45,3    | ▲ 0,5    | 78       |
| Taiwan                           | Asia de Est și Pacific              | 50,1    | ▼ −0,1   | 53       |
| Tanzania                         | Africa subsahariană                 | 43,6    | ▲ 5,6    | 88       |
| Uganda                           | Africa subsahariană                 | 35,8    | ▲ 4,2    | 128      |
| Ucraina                          | Europa și Asia Centrală             | 54,6    | ▲ 7,3    | 39       |
| Uruguay                          | America Latină și Caraibe           | 44,1    | ▲ 0,5    | 84       |
| Statele Unite ale Americii       | America de Nord                     | 57,2    | ▲ 0,2    | 33       |
| Uzbekistan                       | Europa și Asia Centrală             | 42,6    | ▼ −1,3   | 93       |
| Sfântul Vicențiu și Grenadine    | America Latină și Caraibe           | 54,2    | ▲ 0,8    | 40       |
| Venezuela                        | America Latină și Caraibe           | 53,3    | ▲ 1,1    | 42       |
| Vietnam                          | Asia de Est și Pacific              | 24,6    | ▼ −3,7   | 153      |
| Vanuatu                          | Asia de Est și Pacific              | 45,0    | ▲ 9,3    | 79       |
| Samoa                            | Asia de Est și Pacific              | 47,1    | ▲ 6,0    | 69       |
| Africa de Sud                    | Africa subsahariană                 | 42,7    | ▲ 4,4    | 92       |
| Zambia                           | Africa subsahariană                 | 46,7    | ▲ 3,9    | 72       |
| Zimbabwe                         | Africa subsahariană                 | 51,6    | ▲ 9,5    | 48       |

## Comparație între scorul EPI și PIB per capita, 2024

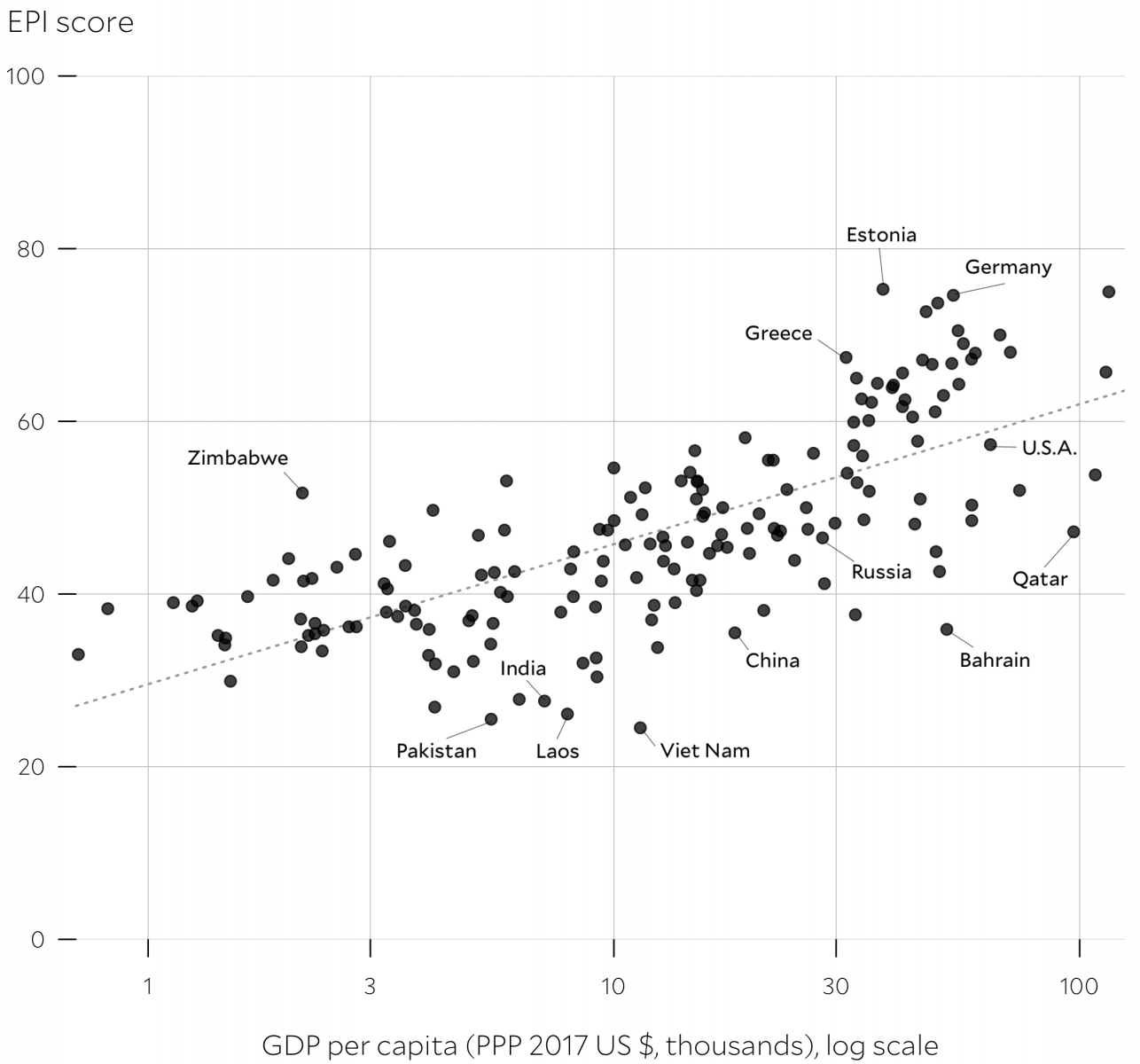
Scoruri EPI și PIB per locuitor, 2024
Bogăția țărilor este un predictor viabil al performanței lor generale de mediu, dar unele țări își depășesc cu mult performanța similară economică, în timp ce altele sunt restante

Scorurile EPI sunt corelate pozitiv cu bogăția unei țări, deși, dincolo de un anumit punct, randamentele în creștere ale bogăției se diminuează. Cu toate acestea, la fiecare nivel de dezvoltare economică, unele țări își depășesc performanțele de mediu, în timp ce altele rămân în urmă. Unele dintre cele mai sărace țări din lume le depășesc pe unele dintre cele mai bogate. În acest sens, alți factori decât bogăția, precum investițiile în dezvoltarea umană, statul de drept și calitatea reglementărilor, sunt predictori mai puternici ai performanței de mediu.
Bogăția permite țărilor să facă investiții în infrastructura necesară pentru a furniza apă potabilă curată, pentru a gestiona în siguranță deșeurile și pentru a extinde rapid infrastructura de energie regenerabilă. Dar bogăția duce, de asemenea, la un consum mai mare de materiale și la impactul asupra mediului asociat, precum ratele mai mari de generare de deșeuri, emisii crescute de gaze cu efect de seră și degradarea ecosistemului. Multe țări cu scoruri ridicate la uni parametri de vitalitate a ecosistemului, precum cei care măsoară poluarea cu pesticide și îngrășăminte în agricultură, integritatea peisajelor forestiere și utilizarea metodelor distructive de pescuit, obțin aceste rezultate deoarece economiile lor sunt stagnante și subdezvoltate.
Țările în curs de dezvoltare trebuie să evite repetarea greșelilor națiunilor care au urmat o cale murdară și nesustenabilă către industrializare. Pe de altă parte, țările bogate trebuie să-și decupleze consumul de degradarea mediului și să-și folosească bogăția pentru a ajuta țările în curs de dezvoltare să treacă pe o cale de dezvoltare cu adevărat durabilă, care să asigure conservarea biodiversității și altor bunuri comune globale, în beneficiul întregii omeniri.